# Bill Hewitt
Pour les articles homonymes, voir Hewitt.
William Severlyn Hewitt (né le 8 août 1944 à Cambridge, Massachusetts) est un ancien joueur américain  professionnel de basket-ball.
Ailier issu de l'université de Californie du Sud, Hewitt fut sélectionné au 11e rang de la draft 1968 et joua six saisons (1968-1973;saison 1974-1975) en NBA en tant que membre des Los Angeles Lakers, des Detroit Pistons, des Buffalo Braves et des Chicago Bulls. Il fut nommé dans la NBA All-Rookie Team lors de la saison 1968-1969 avec une moyenne de 7.2 points par match pour les  Lakers.